# 무카이다 마나츠
무카이다 마나츠(向田 茉夏,むかいだ まなつ, 1996년 5월 10일 - )는 일본 여성 아이돌 그룹 전 SKE48의 멤버이다.

## 개요
- 전 SKE48 팀S 멤버 전 AKS 소속.
- 2014년
- 3월 23일 SKE48 팀S 졸업.